# Trachelipus trilobatus
Trachelipus trilobatus är en kräftdjursart som först beskrevs av Stein 1859.  Trachelipus trilobatus ingår i släktet Trachelipus och familjen Trachelipodidae. Inga underarter finns listade i Catalogue of Life.